# Vehovar
Vehovar je priimek več znanih Slovencev:
- Andraž Vehovar (*1972), kanuist, politik, podjetnik
- Arne Vehovar (*1964) in Kaja Lipnik Vehovar, arhitekta, naravovarstvenika
- Blaž Vehovar (*1981), slikar, kipar in predsednik Kluba kraških ovčarjev Slovenije
- Dušica Vehovar Zajc, dr., PR-ovka Ekonomske fakultete v Ljubljani
- Franci Vehovar (1931–2014), arhitekt, industrijski oblikovalec
- Jon Vehovar (*1999), fizik
- Jože Vehovar, župnik (Rogaška Slatina)
- Leopold Vehovar (*1939) in Stanislav Vehovar (+2020), metalurga
- Matevž Vehovar (1818–?), nemški pesnik slovenskega rodu
- Matjaž Vehovar, gimn. prof. - Mb
- Metka Vehovar Piano, grafična oblikovalka (arhitektka)
- Miloš Vehovar (1909–2002), elektrotehnik in gospodarstvenik
- Nives Kalin Vehovar (1932–2007), arhitektka in oblikovalka
- Ula Vehovar Kenda, arhitektka
- Urban Vehovar (*1964), sociolog, prof. FDV
- Vasja Vehovar (*1958), matematik, ekon., družboslovni informatik, metodolog, prof. FDV
- Zlatko Vehovar, polkovnik SV, vojaški diplomat, veteran vojne za Slovenijo